# 赤尾大堤

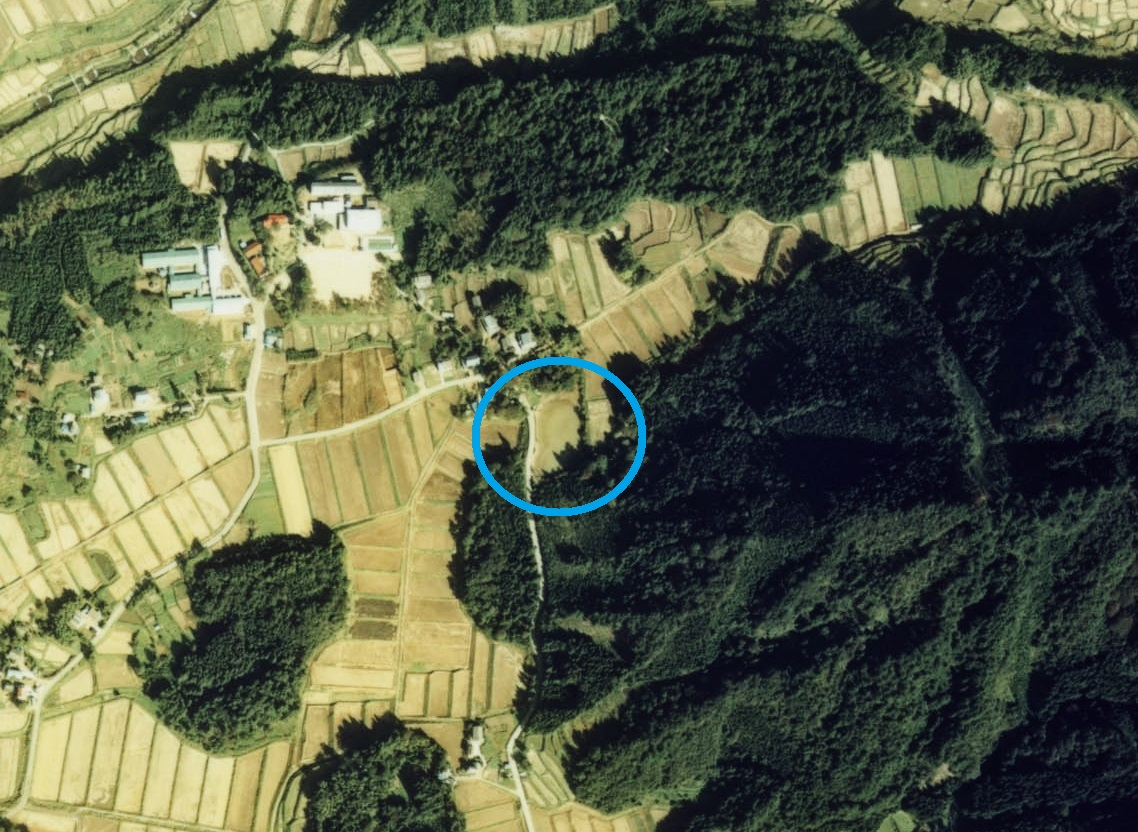
赤尾大堤付近の空中写真。この画像撮影時には、周囲の水田と池の区別がつき難いため、池の位置を青い円で囲んだ。1977年撮影。
。

赤尾大堤（あかおおおつつみ）は、福井県勝山市平泉寺町赤尾にあるため池である。2010年（平成22年）3月25日に農林水産省のため池百選に選定された。
また奥越高原県立自然公園、恐竜渓谷ふくい勝山ジオパークの区域内でもある。

## 概要
勝山平泉寺地区の南部に位置し1800年（寛政12年）頃に、越前勝山藩が諸大名に普請し築造を行ったと区史に記されている。また、池のたもとには、平泉寺白山神社が門跡寺院として1704年（宝永元年）「正光山普門寺妙覚院」を建立し明治初期まで存在していたが神仏習合により廃寺となった。この池の周辺にはこの門跡の遺構が今も多数点在する。
この地は六呂師高原を形成した経ヶ岳の大規模な火砕流の後の土石流地帯であり河川も少なく、多くの湿地や沼があるが、枯渇する時期もあり止水環境は今も整備されていない。
2013年に赤尾大堤から南約1kmのところに赤尾新大堤が完成した。

## 自然
里山に囲まれた水田とともに生物にとって良好な水辺環境を形成しており、貴重種も数多く確認されており、「守り伝えたい福井の里地里山」として保全されている。

## アクセス

### 道路
- 福井県道221号奥越高原線

### 公共交通機関
- えちぜん鉄道勝山駅下車